# Museu Nacional de História Marítima
O Museu Nacional de História Marítima (em sueco: Statens Sjöhistoriska museum) na cidade sueca de Estocolmo é um museu nacional dedicado à história da marinha mercante, da construção naval e da marinha militar sueca.
Foi concebido e desenhado pelo arquiteto Ragnar Östberg, e inaugurado em 1938.

## Galeria

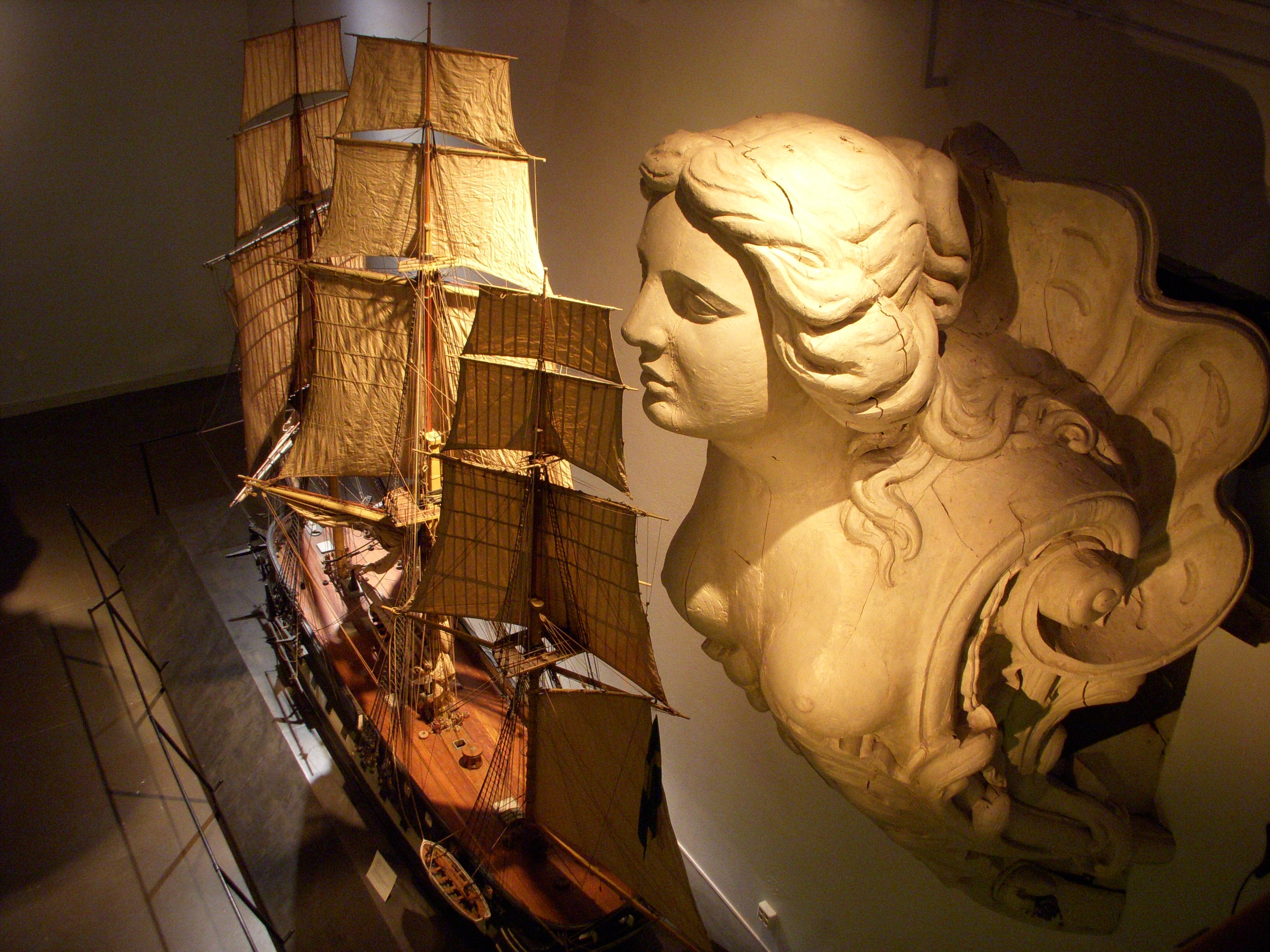
Modelos de navios
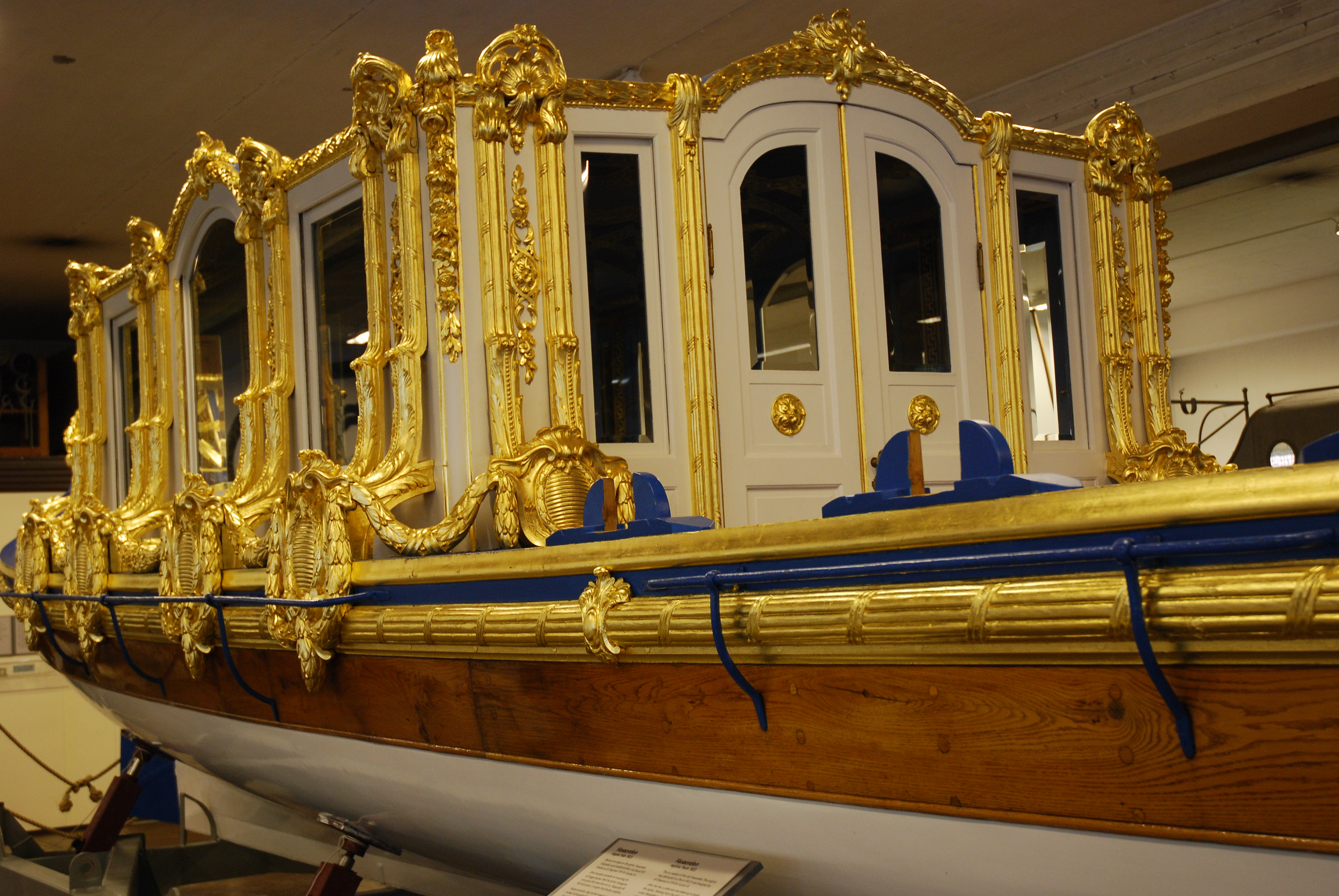
A barca real Vasaorden
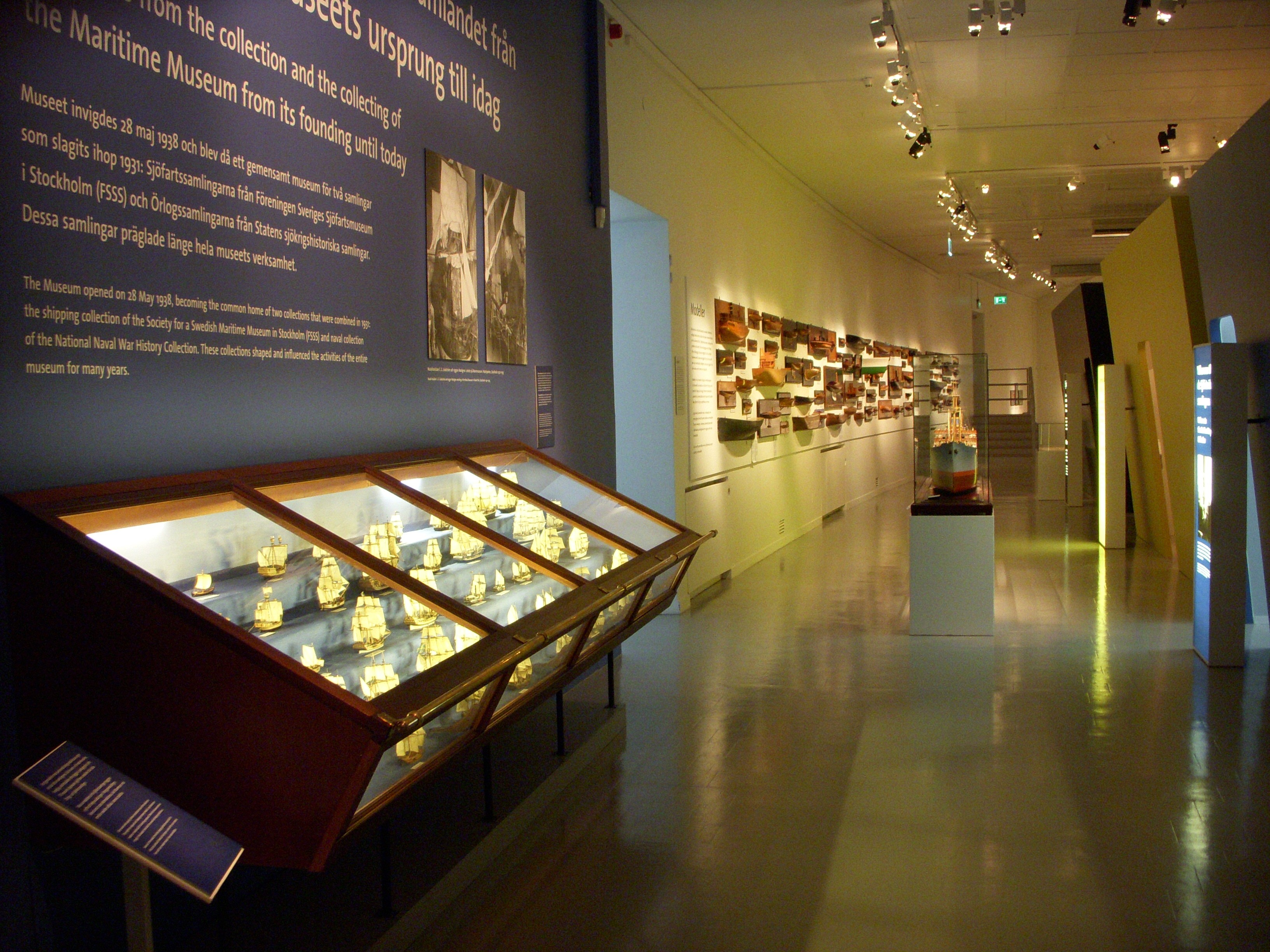
Sala de exposições
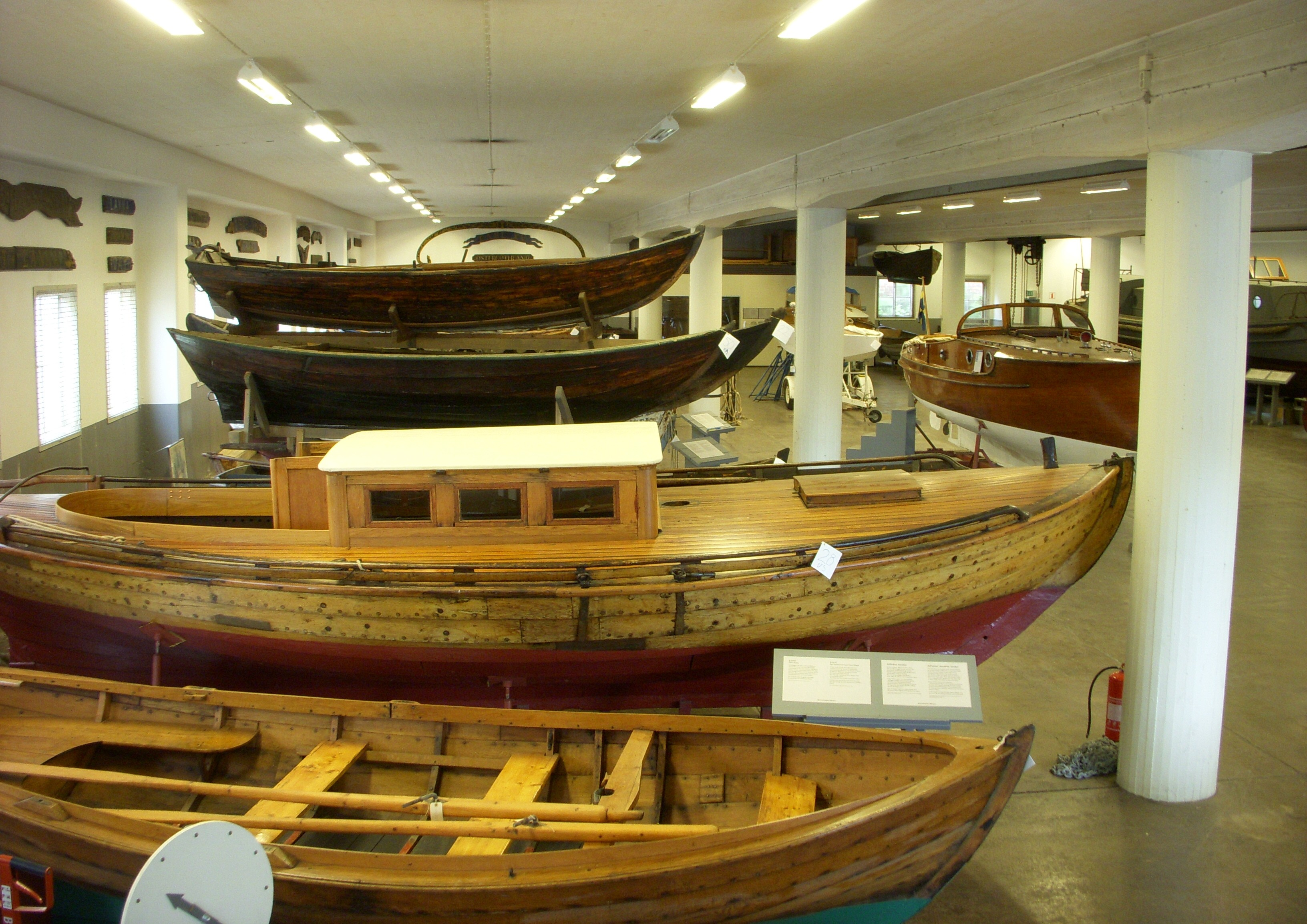
A sala dos barcos II